# ドクロ (THE SLUT BANKSのアルバム)
『ドクロ』は、THE SLUT BANKSのミニ・アルバム。

## 内容
「綺麗な悪戯(Alternative Version)」は前作の「チクロ」に収録された同名曲のリメイクバージョン。オリコン週間チャートでは最高順位を50位に更新した。

## 収録曲
1. 二日酔いのラプソディー
2. ACROBATIC MAN
3. My lullaby
4. LOST BOY
5. 泥沼ダンサー
6. 綺麗な悪戯(Alternative Version)

## レコーディング参加
- 板谷祐 - ボーカル
- 石井ヒトシ - ギター、コーラス
- 戸城憲夫 - ベース
- 満園英二 - ドラム
- 横関敦 - ギター